# Tobias Vetter
Tobias Vetter (* 8. Oktober 1981 in Gera) ist ein deutscher Radsportler, der auf Bahn und Straße aktiv ist. Er startet in der Paracycling-Klasse C4.

## Sportliche Laufbahn
Tobias Vetter ist von Beruf Projektentwickler. Seit einem Motorradunfall ist er körperlich behindert; seine linke Hand sowie sein linkes Bein sind eingeschränkt.
Nach seiner Genesung bestritt Vetter zunächst jahrelang Fitnesssport, anschließend vier Jahre lang erfolgreich Mountainbikerennen. Ende 2016 kaufte er ein Rennrad, um sich auf Straßenrennen vorzubereiten. Im April 2017 startete er bei seinem ersten Rennen auf der Straße, im Mai errang er den bayerischen Vizemeistertitel im Straßenrennen und im Juni wurde er deutscher Meister in seiner Klasse. Bei den UCI-Paracycling-Straßenweltmeisterschaften 2017 im südafrikanischen Pietermaritzburg belegte er den achten Platz im Zeitfahren und errang als Debütant überraschend den Titel des Weltmeisters im Straßenrennen. Im selben Jahr entschied er zwei Europacup-Rennen für sich. 2021 wurde er zweifacher Vize-Europameister in Einzelzeitfahren und Straßenrennen.

## Ehrungen
2018 wurde Tobias Vetter bei der Sportlerehrung der Stadt München für seinen Weltmeistertitel ausgezeichnet.

## Erfolge
2017
- Weltmeister – Straßenrennen (C4)
- Deutscher Meister – Straßenrennen(C4-C5)[3]

2021
- – Europameisterschaft – Straßenrennen[4]
- – Europameisterschaft – Einzelzeitfahren